# Zygmunt Zalewski

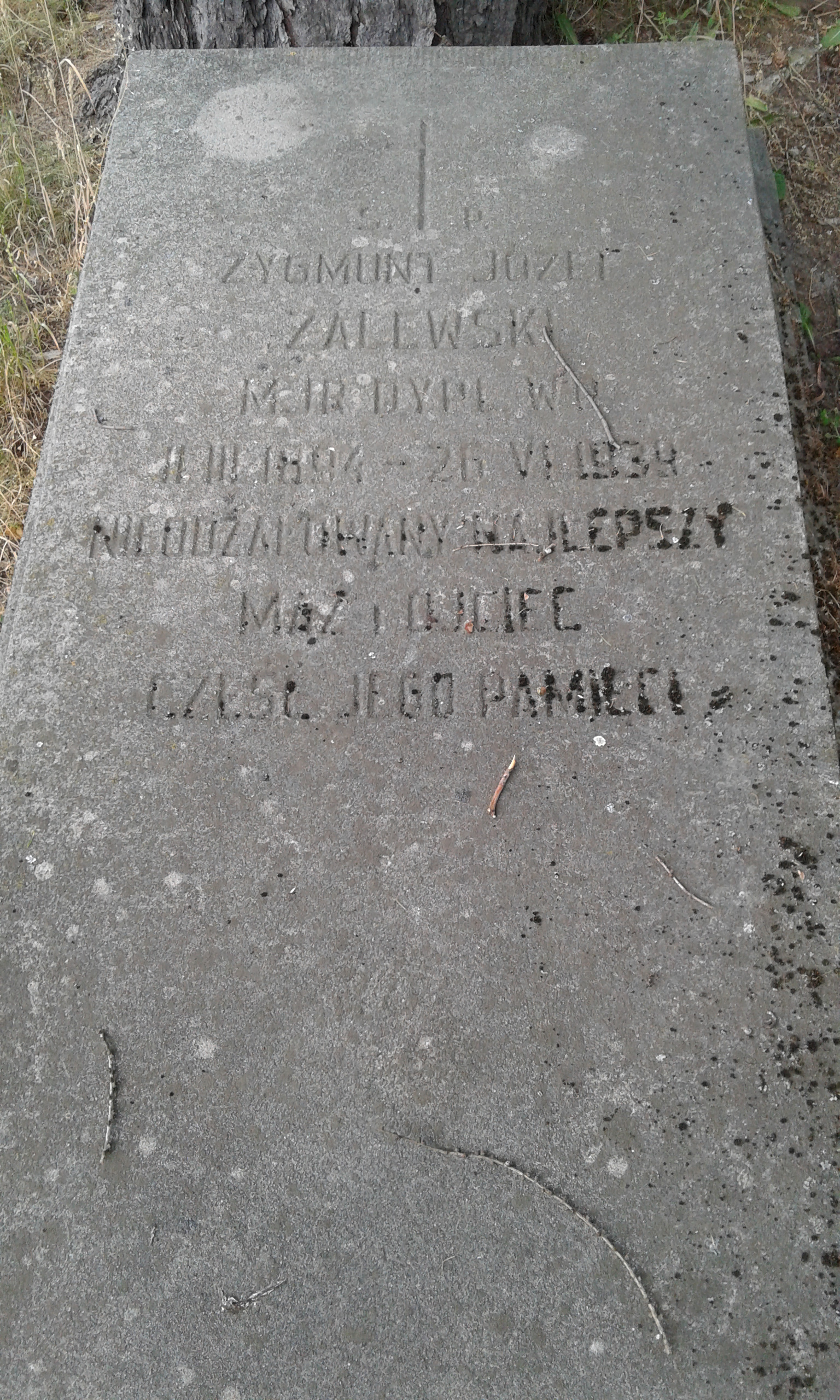
Grób Zalewskiego na cmentarzu w Kielcach

Zygmunt Józef Zalewski (ur. 11 marca 1894 we Włoszczowie, zm. 26 czerwca 1939) – major dyplomowany kawalerii Wojska Polskiego.

## Życiorys
Urodził się 11 marca 1894 we Włoszczowie, ówczesnym mieście powiatowym guberni kieleckiej, w rodzinie Karola.
28 lutego 1921 został zatwierdzony z dniem 1 kwietnia 1920 w stopniu porucznika, w kawalerii, w grupie oficerów byłych Korpusów Wschodnich i byłej armii rosyjskiej. 1 czerwca 1921 pełnił służbę w Oddziale I Sztabu Ministerstwa Spraw Wojskowych, a jego oddziałem macierzystym był 7 Pułk Ułanów Lubelskich. Posiadał wówczas, obok stopnia wojskowego, tytuł „przydzielony do Sztabu Generalnego”. 3 maja 1922 został zweryfikowany w stopniu rotmistrza ze starszeństwem z 1 czerwca 1919 i 298. lokatą w korpusie oficerów jazdy (od 1924 – kawalerii), a jego oddziałem macierzystym był nadal 7 puł. w Mińsku Mazowieckim.
3 listopada 1922 został powołany do Wyższej Szkoły Wojennej w Warszawie, w charakterze słuchacza II Kursu doszkolenia. 15 października 1923, po ukończeniu kursu i otrzymaniu dyplomu naukowego oficera sztabu generalnego, został przydzielony do Doświadczalnego Centrum Wyszkolenia w Rembertowie, pozostając oficerem nadetatowym 7 puł. 1 grudnia 1924 awansował na majora ze starszeństwem z dniem 15 sierpnia 1924 i 39. lokatą w korpusie oficerów kawalerii. Pełnił wówczas służbę w Oddziale III Sztabu Generalnego w Warszawie, pozostając nadal oficerem nadetatowym 7 puł. W 1925 pełnił służbę w 1 Pułku Szwoleżerów Józefa Piłsudskiego w Warszawie na stanowisku dowódcy 1. szwadronu. W 1928 pełnił służbę w 3 Pułku Szwoleżerów Mazowieckich w Suwałkach na stanowisku dowódcy szwadronu. 6 lipca 1929 został wyznaczony na stanowisko II oficera sztabu inspektora armii w Warszawie, generała dywizji Leonarda Skierskiego. Z dniem 6 kwietnia 1932 został przeniesiony ze składu osobowego inspektora armii generała dywizji Daniela Konarzewskiego do Dowództwa Okręgu Korpusu Nr X w Przemyślu. 30 marca 1934 został zwolniony z zajmowanego stanowiska i pozostawiony bez przynależności służbowej z równoczesnym oddaniem do dyspozycji dowódcy Okręgu Korpusu Nr X. Z dniem 31 sierpnia 1934 został przeniesiony w stan spoczynku.
W 1939 został powołany do służby czynnej i przydzielony do 2 pułku Szwoleżerów Rokitniańskich w Starogardzie na stanowisko dublera I zastępcy dowódcy pułku. Podpułkownik Tadeusz Łękawski, który był etatowym I zastępcą dowódcy pułku scharakteryzował go jako „bardzo pracowitego, zdolnego i poważnego oficera”, a następnie dodał „nasz pułk otrzymał jako jeden z dwóch pułków kawalerii zadanie od Ministra Spraw Wojskowych – jako eksperyment – opracowania szczegółowego rocznego planu wyszkolenia w układzie lekcyjnym z minutowym programem. W tej nad wyraz żmudnej pracy – miałem dużą pomoc w osobie Majora Zalewskiego”.
26 czerwca 1939 major Zalewski popełnił samobójstwo przy użyciu broni palnej . W 1958 pułkownik Łękawski tak opisał okoliczności i powody samobójczej śmierci majora Zalewskiego: „wyjechaliśmy z dowódcą pułku na obserwację oficerskich zawodów międzypułkowych w Bydgoszczy, czy też w Grudziądzu. Przed wyjazdem poleciłem dublującemu moje obowiązki 1-go zastępcy dowódcy pułku – majorowi dypl. Zalewskiemu – przeprowadzenie ćwiczenia za i wyładowania z wagonów szwadronów – przy silnym lotnictwie nieprzyjaciela. Chodziło o przeprowadzenie opracowanego przeze mnie założenia i uzgodnionego z koleją – odnośnie do podstawienia składów wagonowych. Po powrocie z zawodów, wieczorem, zostaliśmy zatrzymani przy dowództwie pułku przez adiutanta pułkowego, który meldował, że ćwiczenie to odbyło się w jakiejś niesamowitej atmosferze. Major Zalewski na wstępnym instruktażu do ćwiczenia zajął stanowisko istotnego zagrożenia przez Niemców, i w tej atmosferze wraz z wydaniem ostrej amunicji odbyło się całe ćwiczenie. Major Zalewski był bardzo podniecony. Nazajutrz zostałem zaalarmowany wieścią, że major Zalewski się zastrzelił, i tak istotnie było. Była to pierwsza tragiczna ofiara przyszłej wojny. Dochodzenie ustaliło, że wyjeżdżał motocyklem na granicę, gdzie miał stwierdzić ruch oddziałów niemieckich. Ćwiczenie przeprowadził jakby istotnie Niemcy już byli. Był przejęty i przekonany, że nie jesteśmy zabezpieczeni. Równowaga umysłowa została zachwiana i to spowodowało targnięcie się na własne życie”.

## Ordery i odznaczenia
- Krzyż Walecznych[19]
- Złoty Krzyż Zasługi (10 listopada 1938)[22][19]
- Srebrny Krzyż Zasługi (10 listopada 1925)[23][19]
- Medal Pamiątkowy za Wojnę 1918–1921[19]
- Medal Dziesięciolecia Odzyskanej Niepodległości[19]
- Brązowy Medal za Długoletnią Służbę[19]
- Odznaka Pamiątkowa Generalnego Inspektora Sił Zbrojnych (12 maja 1936)